# Henrik Gahns AB

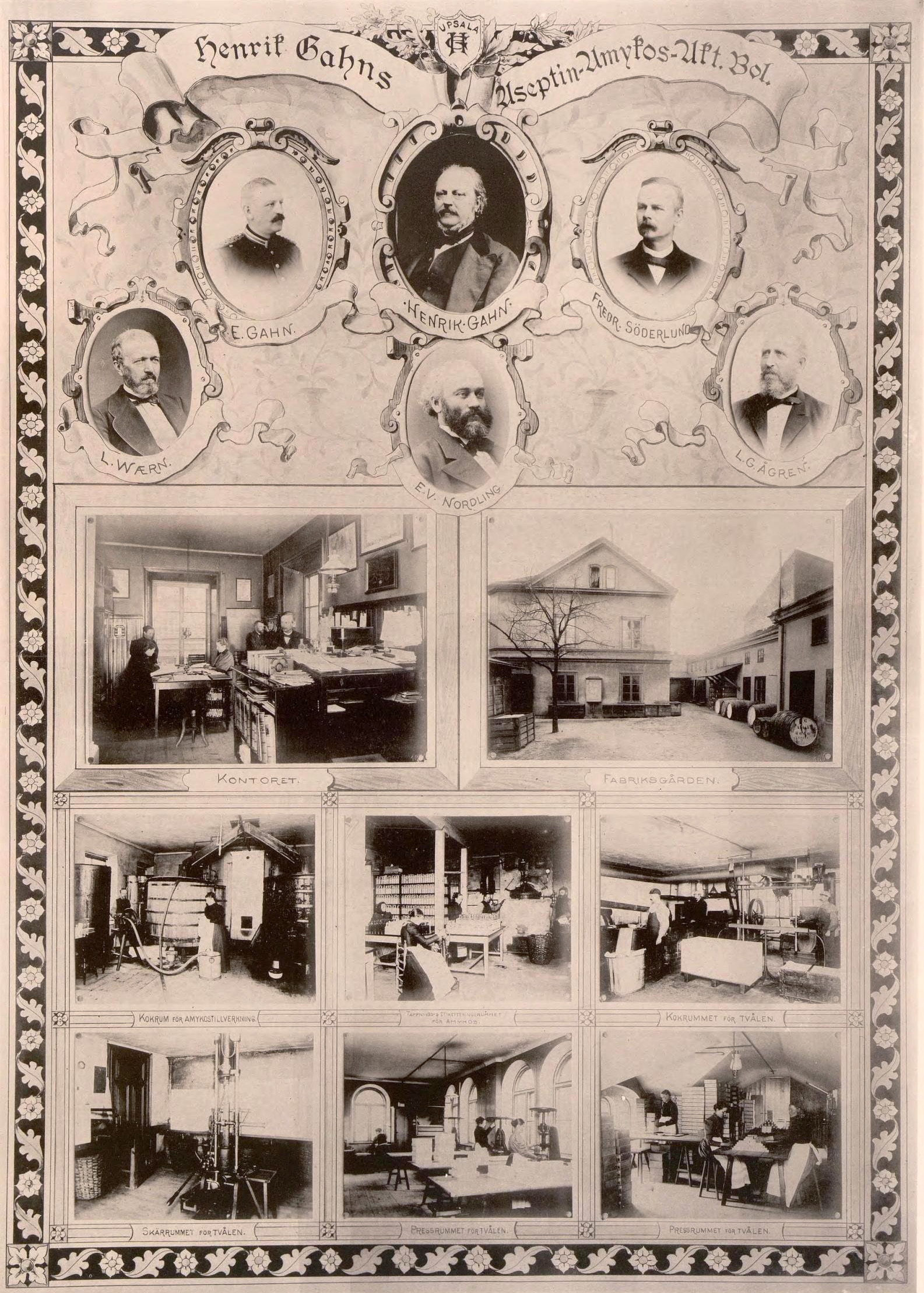
Henrik Gahns Amykos-Aktiebolag presenterat omkring 1900 i samtida bildverk.

Henrik Gahns AB, var en tidigare kemisk-teknisk industri i Uppsala.

## Historia

### Starten
År 1867 startade kemisten Henrik Gahn Upsala Tekniska Fabrik. Tanken var att producera främst bläck och bläcksvärta. Efter några år bytte företaget namn till Aseptin-Amykos AB, för att 1878 åter byta namn, till Henrik Gahns Aseptin-Amykos AB. De främsta produkterna var konserveringspreparatet Aseptin, som användes till att konservera bland annat kött, och ett antiseptiskt desinfektions- och munsårsmedel, Amykos. Både dessa preparat bidrog till företagets framgång, eftersom de kom att användas flitigt vid bl.a. Akademiska sjukhuset i Uppsala.
År 1884 började företaget med tvåltillverkning. Produktserien Watzins, utvecklat av frisörmästare Watz från Odensala, införlivades 1915 i företagets sortiment.

### Lokalisering

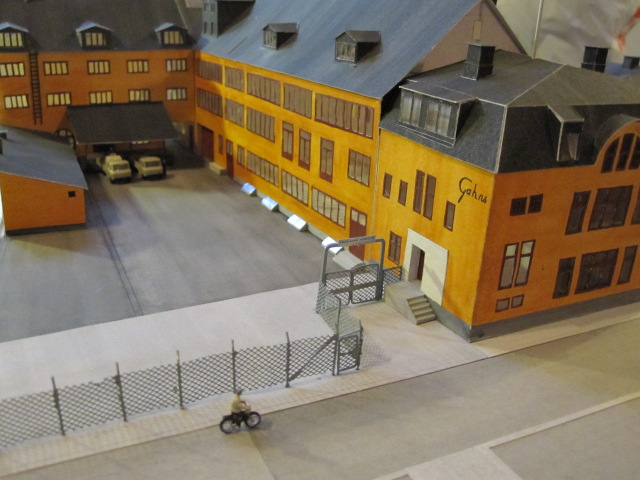
Modell skala 1:200 av Gahns anläggning i Uppsala.

Den första tiden var fabriken förlagd till en byggnad vid Stora Torget i Uppsala. 1870 flyttade företaget till lokaler vid Bangårdsgatan i kvarteret Hamder. Enligt ritningar från 1899 av C.A. Ekholm uppfördes en ny fabrik i kvarteret Gudrun vid Kålsängsgränd i stadsdelen Kungsängen dit slutligen tillverkningen samlades. Under 1930-talet gjordes omfattande investeringar i Gahns industrianläggning utifrån ritningar av arkitekten Wolter Gahn.
Wolter Gahn har f.ö. ritat andra byggnader i Uppsala. Bl.a. delar av f.d. Hjalmar Söderbergs konfektionsfabrik vid Kålsängsgränd och ett större bostadshus vid Kungsgatan 54.
Under 1950-talet fanns flera utbyggnadsplaner. Bl.a. planerades en ny anläggning i kvarteret Kölen i Kungsängens industriområde strax söder om centrala Uppsala.  
Efter nedläggningen togs samtliga Gahns fastigheter över av Uppsala stad som hyrde ut lokaler till företag och hantverkare, bl.a. till Monark Crescent AB (f.d. Nymanbolagen) vars utvecklingsavdelning för Hem & Trädgård hade sitt kontor vid Kålsängsgränd 4 åren 1974 - 78. Under 1980-talet fanns planer på att bevara delar av fabriksanläggningen med äldreboende som inriktning. 
Ingen av Gahns fabriksbyggnader i Uppsala finns kvar. En äldre magasinsbyggnad i kvarteret Sleipner, från början tillhörig Upsala Ångqvarns AB och som under en tid fungerade som Gahns lager, kvarstår dock. I anslutning till magasinsbyggnaden fanns även en garagebyggnad. Denna garagebyggnad revs i början av 1990-talet.

### Produkter genom åren
Aseptin, Amykos, Christl, Do-do, Faréna, Fougére de Luxe, Gahna-tvål, Gahnelit, Gahns skolbläck, Hega-Balsam, Lanolincrémetvål, Maniol, Mitzi, Plus, Tschania, Watzins Keratin, Verkstadstvål, Finsk Skidvalla, Epolan, SECINO sololja, Gahns ögonbad, med mera.  
Gahns bedrev dessutom ett samarbete med Bayer med dess varumärke Delial.

### Världsföretag och nedgång

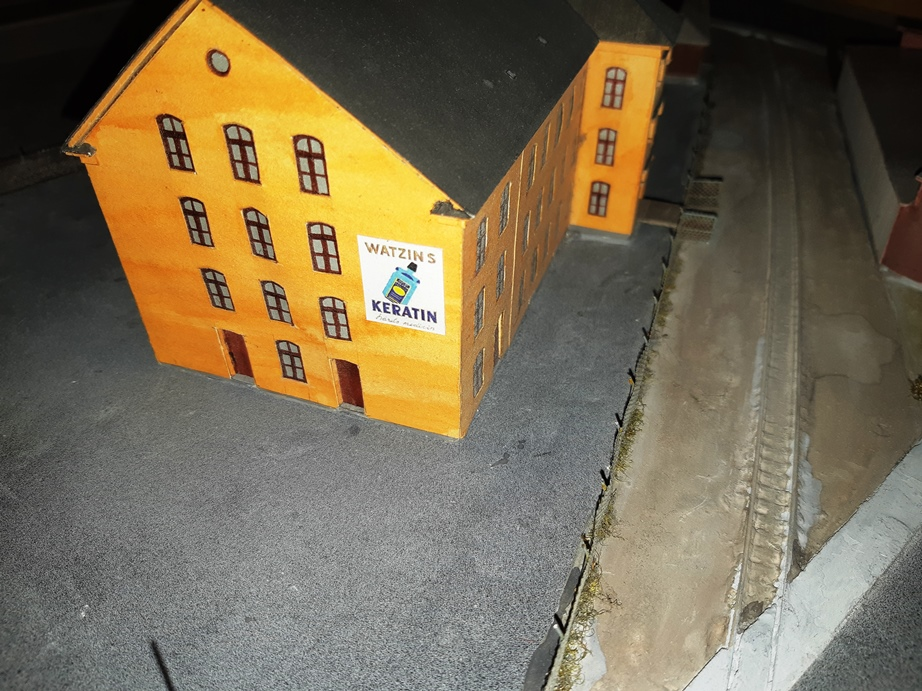
Modell av Henrik Gahns AB:s centrallager i Uppsala.

År 1895 hade Gahns ett 20-tal anställda. Företagets försäljningsframgångar gjorde att man i slutet av 1800-talet flyttade till större lokaler för att kunna tillverka tvål och andra kemisk-tekniska preparat. År 1911 ändrades företagsnamnet till Henrik Gahns AB. Framgångarna fortsatte till 1950-talet, då hade man cirka 400 anställda, omsatte 16 miljoner kr och sålde sina produkter över hela världen. Den ökade internationella konkurrensen gjorde emellertid sedan att Henrik Gahns AB fick svårt att hävda sig. År 1964 sålde Peter Gahn, sonson till grundaren, företaget till Barnängen i Stockholm. Tillverkningen av produkter ur Gahns sortiment flyttades successivt över till Barnängens fabrik. Tidigt att avslutas vid uppsalafabriken var tvål- och pudertillverkningen, Tillverkningen av krämer och alkoholhaltiga preparat som hårvatten fortsatte dock. Den 31 maj 1968 lades produktionen ner för gott i fabriken i Uppsala, och ett 10-tal anställda flyttade med till Barnängens fabrik i Alvik.
Sammanslagningen mellan Barnängen och Gahns visade sig efter en tid inte ge den lönsamhet man tänkt sig och kraftiga nedskärningar i respektive sortiment blev konsekvensen.

### Idag

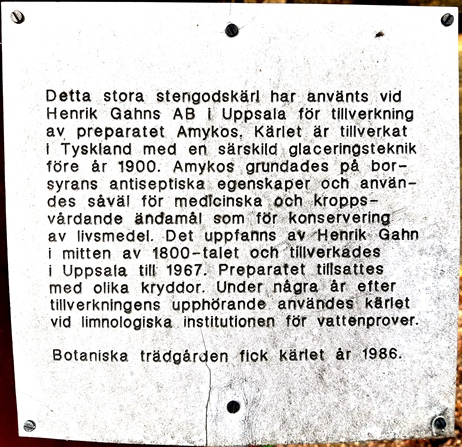
Skylt vid kärlet i Botaniska trädgården.

I januari 2000 förvärvade Gahns Senior AB i Stockholm rätten till ett urval av Gahns varumärken från Henkel-Barnängen. Man marknadsförde bland annat Maniol, Hega-balsam och Watzins Keratinprodukter vilka tillverkas av externa underleverantörer, bland annat Stockholms Analytiska Lab AB. Idag har produktserien övertagits av Tradebanco i Malmö.
Gahns Tschania Blue och Gahns Fougère de luxe användes länge av traditionella herrfrisörer och marknadsfördes av Vasco AB i Fjällbacka. Varumärket Faréna lever vidare i Sterisols sortiment, även om den moderna produktserien med detta namn inte härstammar från Gahns.
Ett särskilt stipendium för kemistuderande vid Uppsala universitet instiftades 1919 av två döttrar till Henrik Gahn.
Den ekonomiska basen utgjordes ursprungligen av 800 aktier i Henrik Gahns AB.
I samband med att Amykostillverkningen upphörde 1967 överlämnades det 800 liter stora kärl som amykosen tillretts i till limnologiska institutionen vid Uppsala universitet som kom att använda det för vattenprover. Detta kärl placerades 1982 i en undanskymd del av Botaniska Trädgården. Kärlet kan sägas vara det enda i dagens stadsbild som minner om Gahns 100-åriga tid i Uppsala.